# Periscepsia jugorum
Periscepsia jugorum är en tvåvingeart som först beskrevs av Villeneuve 1928.  Periscepsia jugorum ingår i släktet Periscepsia och familjen parasitflugor. Inga underarter finns listade i Catalogue of Life.